# Vuyelwa Booi
Vuyelwa Booi es una actriz, cantante y presentadora sudafricana, conocida por su actuación en las películas Chappie, Swartwater y Sink.

## Biografía
Bool nació el 6 de abril de 1981 en Soweto, Johannesburgo, Sudáfrica. Asistió a la primaria en el convento de los Dominicos en Belgravia, la secundaria en Potchefstroom High School for Girls y completó una licenciatura en Artes Teatrales en la Universidad de Midrand, conocida ahora como Midrand Graduate Institute.
En 2015, contó haber sufrido de depresión durante muchos años.

## Carrera profesional
En 1997, fue seleccionada para el North West Youth Choir e hizo una gira por Europa en julio, actuando en cinco países y participando en concursos y festivales de coros. En 2000, tuvo la oportunidad de actuar en una obra de teatro industrial en el Market Theatre. En 2001, se unió al elenco de la telenovela 7de Laan de SABC2 como "Alyce Morapedi", personaje al que interpretó hasta 2004. En 2005, se mudó a Nueva York para estudiar teatro en la Academia de Cine de Nueva York. Sin embargo, no pudo completar el curso.
Después de regresar a Sudáfrica en diciembre de 2005, se unió a la obra musical Drumstruck. Después de dos años, se unió nuevamente a la telenovela 7de Laan en noviembre de 2006. También, obtuvo el papel principal de "Pabi" en el drama juvenil de SABC1 Soul Buddyz tercera temporada. Luego hizo una aparición especial en el programa Noot vir Noot. En ese momento, fue invitada a presentar la serie de SABC2, Pasella.
En 2010, reemplazó a Dosto Noge como presentadora del programa de derechos del consumidor de SABC2 "Speak Out" para su cuarta temporada. En 2015, reemplazó a Anele Mdoda como presentadora de la serie de docu-reality Dream School SA.

## Filmografía
| Año  | Título               | Rol                  |
| ---- | -------------------- | -------------------- |
| 1994 | Soul City            | Poppie Langa         |
| 1998 | Isidingo             | Thandi               |
| 2005 | Soul Buddyz 3        | Pabi                 |
| 2008 | On the Couch         | Lulama               |
| 2008 | 7de Laan             | Alyce Morapedi       |
| 2010 | Intersexions         | Sheryl               |
| 2013 | Geraamtes in die Kas | Dr. Palesa Ramaphosa |
| 2013 | Thola                | Paballo Mokwena      |
| 2014 | The Last Doorman     | Vuyo                 |
| 2015 | Chappie              | Reportera            |
| 2015 | Sink                 | Maria                |
| 2017 | Swartwater           | Portia Malefe        |
| 2018 | iKhaya               | Teacher              |
| 2020 | Inconceivable        | Tumi Sejeng          |
| 2020 | Spoorloos2           | Adjutant Nkonyeni    |
| 2021 | Hush Money           | Grace Dukashe        |